# Crew Cardinal
Crew Cardinal ist ein deutsches DJ-Duo aus Bonn, bestehend aus den beiden DJs und Produzenten Christian Clever und Daniel Kramarz. Ihr musikalischer Stil lässt sich vorwiegend in die Genres House, Big-Room und Progressive-House einordnen. Aktuell stehen Crew Cardinal beim deutschen Plattenlabel „Zooland Records“ unter Vertrag.

## Biografie
Anfang des Jahres 2012 begannen die beiden Produzenten Christian Clever und Daniel Kramarz gemeinsam Musik zu machen, nachdem sie zuvor bereits für verschiedene Projekte in der internationalen House- und Elektroszene produziert hatten. Ihre Debüt-Single Arrow erschien in Zusammenarbeit mit Sänger JR am 10. Mai 2013 über das deutsche Plattenlabel „Kontor Records“. Der Commercial-House-Track wurde ein erster kleiner Erfolg. Verwendung fand das Lied unter anderem auf dem Studioalbum Ready or Not des deutschen DJ-Duos R.I.O. Parallel erschien auch eine Reihe an Remixen für unter anderem Cascada, Manian und CvB.
Durch die ersten Zusammenarbeiten mit Manian und Yanou, die hinter R.I.O. und Cascada stecken, erhielten sie einen weiteren Vertrag bei ihrem Plattenlabel „Zooland Records“. Mit der darauffolgenden Single Miss Banana am 28. Juni 2013 zeigte sich das Duo musikalisch gesehen von einer anderen Seite. Am 8. November 2013 legten sie mit der Single Teardrops nach, die erste große nationale und internationale Erfolge einbrachte. Der Big-Room-Song erreichte insbesondere durch die Verwendung auf der Kompilation „Kontor Top of the Clubs 61“ viel Aufmerksamkeit, brachte sie erstmals in die offiziellen Dance-Charts und machte sie in zahlreichen Clubs Deutschlands bekannt. Es folgten diverse Bookings im In- und Ausland.
Die nachfolgenden Singles Sending You Out Of Space, ein Cover des Liedes Chase the Devil von Max Romeo, und Forever Young, eine Kollaboration mit Rapper Kodie, entwickelten sich ebenfalls zu erfolgreichen Club-Hits. Auch diese deckten das Genre Electro-House ab. Darauf folgten weitere Remixanfragen, beispielsweise für Scooter und DJ Falk. Am 3. Juli 2015 legten sie mit der Single Falling to Pieces nach, mit der sie eine erste Single mit starken Einfluss des Progressive-House’ sowie Vocal-Cuts veröffentlichten. Die Single Money Can't Buy wurde am 27. November 2015 veröffentlicht. Ihr musikalisches Markenzeichen ist stets die Kombination aus EDM, meist Big-Room-Drops, und dem Einsatz gepitchter Gesangstimmen.

## Diskografie

### Singles
2013:
- Arrow  (feat. JR)
- Miss Banana (feat. Layne T.)
- Teardrops (feat. Jo Shine)

2014:
- Sending You Out of Space
- Forever Young (feat. Kodie)

2015:
- Falling To Pieces
- Money Can’t Buy (feat. Kodie)

2016:
- I Believe

2017:
- Lonely Hearts
- Freeze Time
- Talk To Me ( Crew Cardinal vs. DJ Gollum feat. DJ Cap)
- My Girl (feat. Layne Tadesse)

2018:
- Change You (Crew Cardinal vs. DJ Gollum feat. DJ Cap)

### Remixes
2012:
- Cascada – The Rhythm of the Night
- R.I.O. feat. U-Jean – Summer Jam

2013:
- CvB – Freak Girl
- Manian feat. Maury – Cinderella
- R.I.O. – Komodo (Hard Nights)
- Sequenza feat. DJ Falk – Tricky Tricky

2014:
- Cascada – Blink
- Scooter & Vassy – Today

2015:
- ItaloBrothers – Kings & Queens